# Велькополе (Лодзинське воєводство)
Велькополе (пол. Wielkopole) — село в Польщі, у гміні Ренчно Пйотрковського повіту Лодзинського воєводства.
Населення — 106 осіб (2011).
У 1975-1998 роках село належало до Пйотрковського воєводства.

## Демографія
Демографічна структура станом на 31 березня 2011 року:
|          | Загалом | Допрацездатний вік | Працездатний вік | Постпрацездатний вік |
| -------- | ------- | ------------------ | ---------------- | -------------------- |
| Чоловіки | 59      | 17                 | 35               | 7                    |
| Жінки    | 47      | 11                 | 23               | 13                   |
| Разом    | 106     | 28                 | 58               | 20                   |